# Лятно тръшване (2002)
Лятно тръшване (на английски: SummerSlam) е петнадесетото годишно pay-per-view събитие от поредицата Лятно тръшване, продуцирано от Световната федерация по кеч (WWE). Събитието се провежда на 25 август 2002 г. в Юниъндейл, Ню Йорк.

## Обща информация
Главният мач от шоуто Разбиване е за Безспорната титла на WWE между Скалата и Брок Леснар. Леснар печели титлата след F-5. Главният мач на Първична сила е уличен бой между завръщащия се Шон Майкълс и Трите Хикса, който Майкълс печели. Други мачове на ъндъркарда включват Гробаря срещу Тест и Кърт Енгъл срещу Рей Мистерио.

## Резултати
| №                                         | Резултати                                                             | Правила                                               | Време |
| ----------------------------------------- | --------------------------------------------------------------------- | ----------------------------------------------------- | ----- |
| 1                                         | Кърт Енгъл побеждава Рей Мистерио чрез предаване                      | Индивидуален мач                                      | 9:20  |
| 2                                         | Рик Флеър поб. Крис Джерико чрез предаване                            | Индивидуален мач                                      | 10:22 |
| 3                                         | Острието поб. Еди Гереро                                              | Индивидуален мач                                      | 11:50 |
| 4                                         | Неамериканците (Ланс Сторм и Крисчън) (ш) поб. Букър Ти и Златен прах | Отборен мач за Отборните титли на WWE                 | 9:37  |
| 5                                         | Роб Ван Дам поб. Крис Беноа (ш)                                       | Индивидуален мач за Интерконтиненталната титла на WWE | 16:30 |
| 6                                         | Гробаря поб. Тест                                                     | Индивидуален мач                                      | 8:18  |
| 7                                         | Шон Майкълс поб. Трите Хикса                                          | Уличен бой                                            | 27:50 |
| 8                                         | Брок Леснар (с Пол Хеймън) поб. Скалата (ш)                           | Индивидуален мач за Безспорната титла на WWE          | 15:50 |
| - (ш) – указва шампиона/шампионите в мача |                                                                       |                                                       |       |